# Port lotniczy Kent International
Międzynarodowy port lotniczy Kent (ang.: Kent International Airport, kod IATA: MSE, kod ICAO: EGMH) – były międzynarodowy port lotniczy w Wielkiej Brytanii oddalony o 20 km na północny wschód od miasta Canterbury w hrabstwie Kent. Lotnisko powstało na terenie byłej bazy militarnej RAF Manston, znane było również jako London Manston Airport. Od 2014 roku port lotniczy jest zamknięty, jego właściciele planują otworzyć go na nowo dla tranportu cargo w 2025 roku, a jeżeli ten plan będzie opłacalny dla ruchu pasażerskiego w 2028 roku.